# Wolfert Simon van Hoogenheim
Wolfert Simon van Hoogenheim (ca. 1730 - Vleuten, 2 april 1794) was een Nederlands bestuurder van Berbice (Guyana) in de periode 1760-1764. Tijdens zijn bewind vond de Slavenopstand van Berbice plaats.

## Biografie
Van Hoogenheim was circa 1730 in het oosten van Nederland geboren. Op 15-jarige leeftijd trad hij toe in het leger om officier te worden, en in 1760 werd hij benoemd tot tweede luitenant. Hetzelfde jaar werd hem het gouverneurschap van Berbice aangeboden door de Sociëteit van Berbice. Op 13 mei trouwde hij met Henrietta Wilhelmina Otters in Arnhem.
Bij aankomst in Berbice was de kolonie getroffen door een epidemie en een voedseltekort. Van Hoogenheim regelde dat noodrantsoenen naar de kolonie werden gestuurd. Op 25 december 1760 overleed zijn vrouw tijdens een doodgeboorte.

## Slavenopstand
Op 27 februari 1763 vond een opstand plaats op plantage Hollandia aan de Berbice. Coffy, een huisslaaf die van beroep kuiper was, bevond zich in de naburige plantage Lelienburgh. Coffy zorgde voor een militaire organisatie, en onder zijn leiding verplaatste de opstand zich naar naburige plantages.
Er zouden 60 soldaten in Fort Nassau gestationeerd moeten zijn, maar tijdens de opstand waren er maar 18 inclusief de burgermilitie aanwezig. Van Hoogenheim wilde standhouden bij Fort Nassau, maar de Raad van Politie besloot het fort te verlaten en in brand te steken. De kolonisten trokken zich terug naar Fort Sint Andries bij de kust. De rebellen waren ongeveer 3.000 man sterk en vormden een bedreiging voor de Europese dominantie over de Guyana's. Van Hoogenheim vroeg om versterking van de Sociëteit van Berbice, maar die stuurden maar 50 soldaten. Daarom besloot hij een rechtstreeks verzoek in te dienen bij de Staten-Generaal.
In april 1763 begon Coffy vredesonderhandelingen en deed het voorstel Berbice te delen in een Europees en Afrikaans deel. Van Hoogenheim schreef aan Coffy dat alleen Amsterdam dit besluit kon nemen, en dat het antwoord drie tot vier maanden kon duren. Van Hoogenheim probeerde hiermee tijd te winnen in afwachting van versterkingen. Op 1 januari 1764 arriveerden zes schepen en werd de tegenaanval ingezet. De opstand werd neergeslagen. Op 15 april werd de laatste opstandeling gevangen genomen.

## Later leven
De opstand had geresulteerd in een bevolkingsafname, verlating en verwoesting van veel plantages, ongeveer 1.800 dode voormalige slaven, en ernstige financiële moeilijkheden voor de Sociëteit. Tegen het eind van 1763 onthulde van Hoogenheim een rehabilitatieplan met betere forten, 400 soldaten en steun voor de planters, maar de plannen werden genegeerd. Hoogenheim diende vervolgens zijn ontslag in. Het ontslag werd geaccepteerd, maar zonder gunstige aanbeveling. Ook werd maar de helft van zijn verliezen vergoed.
Van Hoogenheim keerde werkloos terug naar Arnhem en schreef Corte Memorie over de slavenopstand. Hij stuurde een kopie naar Ferdinand van Brunswijk-Wolfenbüttel die verantwoordelijk was geweest voor het heroveringsplan. Van Brunswijk-Wolfenbüttel zorgde ervoor dat van Hoogenheim op 6 april 1767 kon terugkeren naar het leger als majoor.
Van Hoogenheim ging in 1787 met pensioen en overleed in Vleuten op 2 april 1794.